# 江戸学
江戸学（えどがく）とは、江戸に関する過去の史料を評価・検証する過程を通して歴史的事実、及びそれらの関連を追究する学問である。

## 歴史
「江戸学」という名称は、主に20世紀末以降の日本で用いられる。
前史として、江戸時代には、浅井了意『江戸名所記』、藤田理兵衛『江戸鹿子』、菊岡沾涼『江戸砂子』、『江府名勝志』、『御府内備考』、『文政町方書上』といった江戸の地誌が著された。
明治から20世紀中期には、三田村鳶魚・三村竹清・林若樹・森銑三らが、江戸学にあたる研究を行った。

## 研究者
- 田中優子

## 関連文献
- 西山松之助、南博、南和男、宮田登、郡司正勝、神保五弥、竹内誠、吉原健一郎『江戸学事典』弘文堂、1994年
- 田中優子『未来のための江戸学』 小学館、2009年
- 法政大学江戸東京研究センター; 小林ふみ子; 中丸宣明 編『好古趣味の歴史: 江戸東京からたどる』文学通信、2020年。ISBN 978-4909658296。
- 山本博文『鳶魚で江戸を読む 江戸学と近世史研究』（中央公論新社、2000年、のち中公文庫）